# 甯純
甯純，字如和，唐朝廉州刺史，钦州乌武僚人（壮族），隋朝合浦郡太守甯宣的儿子。
甯純自幼聪敏，通晓诗书。唐高祖武德初年，甯宣病故，唐高祖下诏准他承袭父职。他勤于政务，安抚百姓有方，州民安生，社会井然，招徕峒民开辟土境、设立县治，政绩显著。高州首领冯暄、南州刺史庞孝泰、南越州民甯道明等人叛据越州，甯純举兵击退。唐太宗贞观初年，冯暄去世，冯暄弟冯盎想要率军来犯，唐太宗派遣中庶子张玄素前往镇抚，在廉州目睹他使蛮族百姓移风易俗，深为赞赏。后在官任上去世。